# Fort Sumter

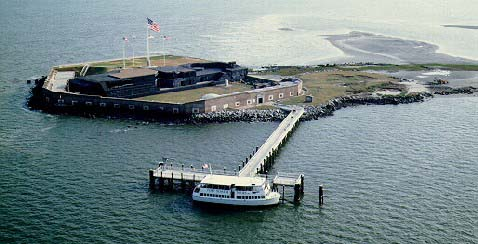
Luftaufnahme von Fort Sumter

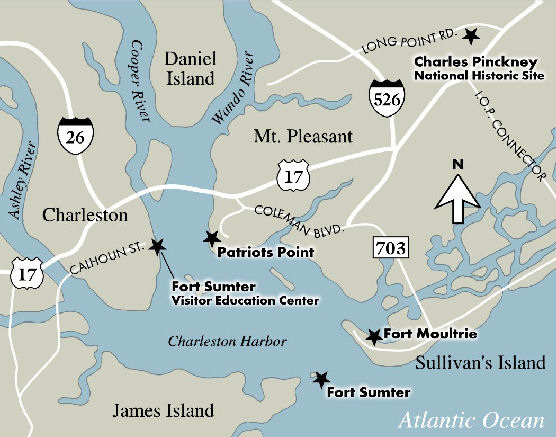
Lageplan

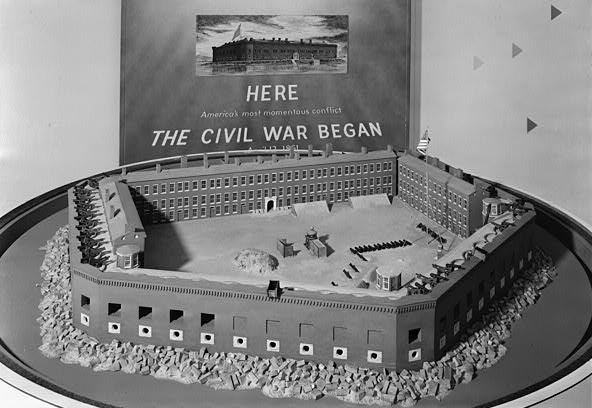
Modell des Forts im Zustand von 1861

Fort Sumter ist ein Fort auf einer künstlichen Insel an der Einfahrt vom Atlantischen Ozean in die Bucht von Charleston im US-Bundesstaat South Carolina. Seine historische Bedeutung erlangte das Fort als Schauplatz der ersten militärischen Auseinandersetzung des Amerikanischen Bürgerkrieges, die am 12. April 1861 um 4:30 Uhr begann.
Das Bauwerk wurde 1829 begonnen und war 1861 fast fertiggestellt. Es ist nach Thomas Sumter (1734–1832), einem General des Amerikanischen Unabhängigkeitskrieges, benannt. Nach dem Ende der militärischen Nutzung 1948 wurde das Fort zusammen mit Fort Moultrie, dem ehemaligen Leuchtturm von Charleston und dem Liberty Square in Charleston zum Fort Sumter National Monument erklärt. Seit März 2019 bildet es einen Teil des Fort Sumter and Fort Moultrie National Historical Park. Es wird vom National Park Service verwaltet.

## Fort Sumter vor dem Bürgerkrieg
Nach dem Ende des Britisch-Amerikanischen Krieges von 1812 bis 1814 wurde an der amerikanischen Atlantikküste und einigen anderen Standorten unter dem Namen Third System eine Kette von Küstenbefestigungen errichtet.
Charleston war die bedeutendste Stadt South Carolinas und nach Savannah der zweitwichtigste Hafen an der südlichen Atlantikküste. Die Stadt liegt auf einer Halbinsel zwischen den Mündungen der drei Flüsse Ashley River, Cooper River und Wundo River in der nach der Stadt benannten Bucht. Diese ist durch einen Kanal zwischen zwei breiten, flachen Inseln Sullivan’s Island im Nordosten und Morris Island im Südwesten mit dem Ozean verbunden. Der Kanal war zu breit, um mit der damaligen Artillerie von den Inseln aus die Einfahrt in den Hafen bestreichen und damit sperren zu können. Deshalb wurde eine Untiefe im Kanal künstlich erhöht und als Fundament für eine der Befestigungen genutzt. Dort entstand Fort Sumter. Ihr gegenüber, auf Sullivan's Island, wurde Fort Moultrie angelegt. Die Bauarbeiten für beide Forts wurden 1829 begonnen. Zum Zeitpunkt der Zerstörung im Jahr 1861 waren beide fast vollendet, Fort Moultrie war bereits von Truppen unter Major Robert Anderson bezogen.
Zur Errichtung der künstlichen Insel wurden über 70.000 Tonnen Granit aus Neuengland importiert. Die äußere Form des Forts beschreibt ein unregelmäßiges Fünfeck mit Seitenlängen zwischen 51 und 58 Metern. Die Backsteinmauern waren 16 m hoch, die ursprüngliche Mauerstärke wird mit 5 Fuß (1,6 Meter) angegeben. Die Festung war darauf ausgelegt, bis zu 650 Menschen und 135 Kanonen auf drei Stockwerken zu beherbergen. Alle fünf Seiten waren mit zwei Stockwerken Kasematten ausgestattet, die mit Kanonen bestückt wurden. Auf den drei dem Land zugewandten Seiten waren die Unterkünfte, Lager, Werkstätten und sonstigen Räume in dreistöckigen Ziegelbauten untergebracht, die konstruktiv von den Kasematten getrennt waren. Im Zentrum lag der offene Paradeplatz.
Während der Bauphase wurde das Fort im September 1858 kurzzeitig genutzt, um 300 schwarze Sklaven unterzubringen. Sie waren auf dem Schiff Echo aufgegriffen worden, das die in Cabinda an der Mündung des Kongo gekauften Sklaven in die Vereinigten Staaten bringen sollte. Der Handel mit afrikanischen Sklaven war in den USA seit 1808 illegal, nur noch in den Vereinigten Staaten lebende und geborene Schwarze durften als Sklaven gehalten werden. Der illegale Handel wurde als Piraterie verfolgt, Kapitän Townsend von der Echo wurde der Prozess gemacht, die Sklaven wurden in die damalige US-Kolonie Liberia deportiert und dort freigelassen.

## Fort Sumter im Bürgerkrieg
Nach der Wahl von Abraham Lincoln zum US-Präsidenten im November 1860 verließen viele sklavenhaltende Südstaaten die Vereinigten Staaten (die „Union“) und gründeten einen eigenen Gesamtstaat, die Konföderierten Staaten von Amerika. Allerdings hatten die Nordstaaten noch Besitz im Süden, darunter Forts der U.S. Army. Eine wichtige Position war für den Norden der Tiefwasserhafen von Charleston in South Carolina, der sehr bedeutend für den Außenhandel war.
South Carolina verließ die Union am 20. Dezember 1860. Sechs Tage später zog Unionsmajor Robert Anderson auf eigene Initiative die Unionstruppen im Bereich von Charleston zusammen, und weil Fort Moultrie nicht gegen einen Angriff von der Landseite zu verteidigen war, verlegte er sie heimlich in das noch nicht fertiggestellte Fort Sumter.
Monatelang forderte die Konföderation von den Unionstruppen im Fort die Kapitulation und versuchte es auszuhungern. Gleichzeitig baute die Confederate States Army eine Artilleriestellung auf der südwestlichen Insel auf, um im Kriegsfall Fort Sumter von dort beschießen zu können. Im Januar 1861 wurde ein Versorgungsschiff der Union für Fort Sumter von der neuen Artilleriestellung an der Küste beschossen und musste abdrehen. Am 1. Februar konnten alle Frauen und Kinder das Fort verlassen und in die Nordstaaten ausreisen. Es blieben 86 Mann: 10 Offiziere und 76 Unteroffiziere und Mannschaften. Die Lebensmittelvorräte der belagerten Unionstruppen reichten bis zum 15. April, Brennstoffe gingen schon vorher aus. Am 4. März trat Lincoln sein Amt als Präsident an. Er versuchte zunächst zu verhandeln und die Konföderation nicht durch militärische Unterstützungsaktionen zugunsten des belagerten Forts zu provozieren. Als bekannt wurde, dass die europäischen Staaten Großbritannien, Frankreich, Spanien und Russland erwogen, die Konföderation anzuerkennen, schlug die Stimmung um, und der Konflikt wurde unausweichlich.
Im März organisierte die Union den Entsatz, also die Befreiung ihrer Truppen in Fort Sumter und im ebenfalls belagerten Fort Pickens in Florida. Anfang April sollte die Aktion stattfinden. Wegen widersprüchlicher Befehle fuhr das für Fort Sumter vorgesehene Kriegsschiff nach Florida, die beiden Schlepper kamen ebenfalls nie vor Charleston an, so dass drei unbewaffnete Frachtschiffe in der Nacht des 11. auf den 12. April alleine eintrafen und ohne Deckung nicht zum Fort vorstoßen konnten.
Das Eintreffen dieser Versorgungsschiffe war der Anlass für die konföderierten Truppen unter General Pierre Gustave Toutant Beauregard, am 12. April 1861 um 4:30 Uhr von der passiven Belagerung zu Kampfhandlungen überzugehen. Sie eröffneten das Feuer auf Fort Sumter. Beim Bombardement aus den umliegenden Hafenbefestigungen (Fort Moultrie, dem alten Fort Johnson und der neu errichteten Stellung am Cummings Point) kamen Artilleriegeschütze und Mörser zum Einsatz. Die Kampfhandlungen dauerten 34 Stunden. Am 13. April 1861 um 14:00 Uhr ergab sich die Besatzung des Forts unter Major Anderson, nachdem ein Brand im Offiziersquartier außer Kontrolle geraten war und Gefahr bestand, dass in der Folge das Pulvermagazin explodierte. Während der gesamten Auseinandersetzung wurden auf keiner Seite Menschen getötet.
Während eines 100-Schuss-Saluts für die Unionsfahne, eine der Kapitulationsbedingungen von Major Anderson, wurde der Unionssoldat Private Daniel Hough getötet und einige weitere Unionssoldaten teils schwer verletzt, als eine der Kanonen während des Nachladens frühzeitig feuerte. Private Edward Galloway, einer der Verletzten, starb wenig später in einem Hospital in Charleston. Diese beiden Männer gelten als erste Todesopfer des Sezessionskrieges. Nach der Kapitulation wurde das Fort von konföderierten Truppen besetzt und notdürftig instand gesetzt.

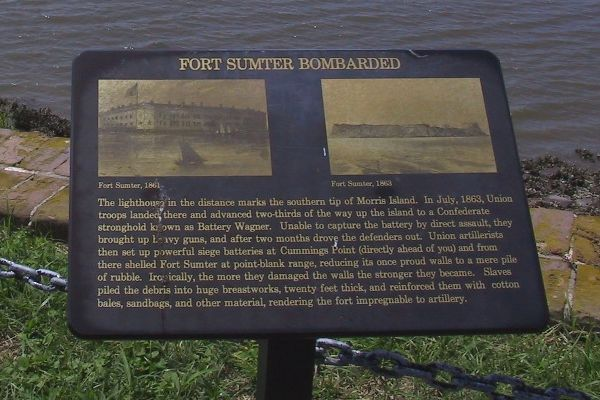
Fort Sumter vor und nach dem Bombardement

Im April 1863 versuchten die Unionstruppen einen Angriff auf Charleston und beschossen Fort Sumter schwer. Sie verhängten eine Seeblockade gegen die Stadt und besetzten Folly Island westlich von Morris Island. Im Juli griffen sie zweimal das improvisierte konföderierte Fort Wagner auf Morris Island an, konnten es aber nicht einnehmen. Mitte August 1863 griffen sie Fort Wagner und Fort Sumter erneut an und zerstörten beide systematisch durch Artilleriebeschuss. Am 7. September gaben die Konföderierten Fort Wagner auf. Eine Landungsoperation der Unionstruppen gegen Fort Sumter am 9. September wurde von General Beauregard abgewehrt. Erst gegen Ende des Krieges evakuierte die Armee der Südstaaten Charleston und Fort Sumter. Am 17. Februar 1865 wurde die Insel von Unionstruppen unter General William Tecumseh Sherman formell in Besitz genommen. Man schätzt, dass während des Krieges Geschosse mit einem Gewicht von insgesamt sieben Millionen Pound (etwa 3000 Tonnen) auf Fort Sumter abgefeuert wurden.

## Fort Sumter nach dem Bürgerkrieg

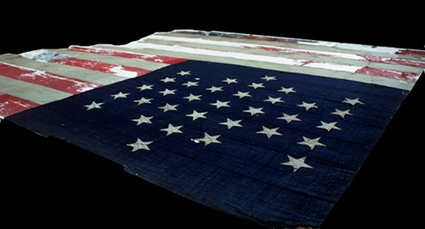
Die während des Bombardements gesetzte Nationalflagge Fort Sumters

Nach dem Krieg war Fort Sumter eine Ruine. Anfängliche Bestrebungen einer Wiederherstellung kamen bald zum Erliegen, und das Fort wurde nur teilweise instand gesetzt. Die Außenmauern wurden lediglich bis zum ersten Stockwerk aufgebaut, die Schießscharten der Kasematten nicht wieder geöffnet. Stattdessen wurde auf der Oberfläche Raum für Geschütze geschaffen, diese wurden aber nicht mehr bestückt. Als einzige Nutzung der Insel blieb der seit 1855 bestehende Leuchtturm.
Erst unter dem Eindruck des Spanisch-Amerikanischen Krieges vom 25. April bis 12. August 1898 wurde eine neuerliche militärische Nutzung beschlossen. Im selben Jahr wurde mit dem Bau einer massiven Betonkonstruktion namens Battery Huger als Fundament für schwere Geschütze in den historischen Ruinen des Forts begonnen, die zwar in beiden Weltkriegen stets mit Truppen und Artillerie bemannt waren, jedoch nie Schauplatz einer militärischen Auseinandersetzung wurden.

## Fort Sumter heute
Ab 1948 war Fort Sumter Teil einer Gedenkstätte vom Typ eines National Monuments unter der Verwaltung des amerikanischen National Park Service und ist seit 2019 Teil eines National Historical Parks. Die Betonkonstruktion Battery Huger steht noch heute inmitten des Areals und beherbergt ein Besucherzentrum mit Museum. Während des Beschusses von 1861 wurde der Fahnenmast des Forts getroffen. Soldaten richteten ihn und die Flagge der Vereinigten Staaten mit den damals 33 Sternen unter schwerem Beschuss wieder auf. Die Flagge ist erhalten und wird im Museum des Forts ausgestellt.
Fort Sumter kann ausschließlich per Boot von Charleston aus besichtigt werden. Zum National Historical Park gehören auch ein Besucherzentrum in Charleston auf dem Festland, sowie auf Sullivans Island das Fort Moultrie und seit 2008 das Sullivan's Island Lighthouse, der dienstjüngste Leuchtturm der Vereinigten Staaten.